# Constance (Marco de Canaveses)
Constance es una freguesia portuguesa del municipio de Marco de Canaveses. Según el censo de 2021, tiene una población de 1518 habitantes.